# Mellera
- Commons
- Wikispecies

Mellera S.Moore, segundo o Sistema APG II, é um gênero botânico da família Acanthaceae, natural das regiões quentes da África.

## Sinonímia
- Onus Gilli

## Espécies
Apresenta sete espécies:
| - Mellera angustata - Mellera briartii - Mellera lobulata - Mellera menthiodora | - Mellera nyassana - Mellera parvifolia - Mellera submutica |

- «Lista das espécies»

## Nome e referências
Mellera S.Moore, 1879

## Classificação do gênero
| Sistema | Classificação                       | Referência            |
| ------- | ----------------------------------- | --------------------- |
| APG II  | Ordem Lamiales, família Acanthaceae | APweb, versão 9, 2008 |